# Distretto di Mandla
Il distretto di Mandla è un distretto del Madhya Pradesh, in India, di 893 908 abitanti. È situato nella divisione di Jabalpur e il suo capoluogo è Mandla.